# Ba-Phalaborwa Local Municipality
Ba-Phalaborwa (englisch Ba-Phalaborwa Local Municipality) ist eine Lokalgemeinde im Distrikt Mopani der südafrikanischen Provinz Limpopo. Der Verwaltungssitz befindet sich in Phalaborwa. Meriam Malatji ist die Bürgermeisterin.
Der Gemeindename kommt vom Wort „pala bora“ (deutsch etwa: „besser als der Süden“) in der Sprache der Sotho, die von Süden hierher zogen. „Ba“ besagt: „Leute von …“. Die Aussage bezieht sich auf Menschen, die aus dem Umfeld der Swasi und Zulu geflohen waren und eine friedliche Existenz suchten.

## Städte und Orte
- Ga-Mashishimale
- Gravelotte
- Leydsdorp
- Lulekani
- Majeje
- Namakgale
- Nondweni
- Phalaborwa

## Bevölkerung
Im Jahr 2011 hatte die Gemeinde 150.637 Einwohner in 41.115 Haushalten auf einer Fläche von 7461,73 km². Davon waren 93 % schwarz und 6,4 % weiß. Erstsprache war zu 46,6 % Xitsonga, zu 37,3 % Sepedi, zu 5 % Afrikaans, zu 2,8 % Sesotho, zu 1,9 % Englisch, zu 1 % isiZulu, zu 0,8 % Siswati und zu 0,7 % Tshivenda.